# Lori Singer
Pour les articles homonymes, voir Singer.
Lori Singer, née le 6 novembre 1957 à Corpus Christ, (Texas, États-Unis), est une actrice et violoncelliste américaine.
Elle est surtout connue pour avoir joué dans Footloose (elle était Ariel Moore, la fille du pasteur et petite amie de Kevin Bacon) et la série télévisée Fame dans laquelle elle incarnait Julie Miller, une violoncelliste (personnage spécialement créé pour elle ; elle est diplômée de la célèbre Juilliard School of Music de New York avec un premier prix de violoncelle).

## Biographie
Lori Singer est la sœur de l'acteur Marc Singer ; leur père est le chef d'orchestre Jacques Singer de l'Orchestre symphonique de Dallas. Bryan Singer est son cousin. Pratiquant le violoncelle depuis l'enfance, comme son personnage dans Fame, on la retrouve dans deux films où elle joue de cet instrument : Short Cuts et Bach Cello Suite 4 : Sarabande. Son frère jumeau, Gregory, est violoniste. Elle est amie  avec l'actrice Erica Gimpel (qui interprétait Coco Hernandez) depuis la série télévisée Fame IMDB[réf. nécessaire]
Lori a été mariée avec Richard Emery de 1981 à 1998 et ils ont eu un fils Jacques Rio Emery né en mars 1991.

## Filmographie

### Cinéma
- 1984 : Footloose : Ariel Moore
- 1985 : Le Jeu du faucon (The Falcon and the Snowman) : Lana
- 1985 : L'Homme à la chaussure rouge (The Man with One Red Shoe)  : Maddy
- 1985 : Wanda's Café (Trouble in Mind) : Georgia
- 1987 : Heartbeat : La femme du réalisateur
- 1987 : Made in U.S.A. : Annie
- 1987 : Summer Heat : Roxy
- 1989 : Warlock : Kassandra
- 1992 : Equinox : Sharon Ace
- 1993 : Short Cuts : Zoe Trainer
- 1993 : Sunset Grill de Kevin Connor : Loren
- 1993 : F.T.W. The last Ride : Scarlett Stuart
- 1997 : Bach Cello Suite #4: Sarabande : Dr. Angela France
- 2005 : Little Victim : Tracy
- 2015 : Experimenter : Florence

### Télévision

#### Séries télévisées
- 1982 : Fame : Julie Miller
- 1990 : American Playhouse 1 épisode
- 1995 : VR.5 : Sydney Bloom
- 2011 : New York, unité spéciale (saison 12, épisode 22) : Dede Aston

#### Téléfilms
- 1982 : Born Beautiful : Jodi Belcher
- 1990 : Storm and Sorrow : Molly Higgins

## Distinctions

### Récompenses
- 1994 : Golden Globes, USA Special Award pour Short Cuts (l'ensemble de l'équipe du film)
- 1994 : Coupe Volpi Mostra de Venise pour Short Cuts (l'ensemble de l'équipe du film)

### Nominations
- 1986 : Nomination au Independent Spirit Awards pour Trouble in Mind

## Voix françaises
- Isabelle Ganz dans Fame (1982-1983)
- Danièle Hazan dans L'Homme à la chaussure rouge (1985)
- Dorothée Jemma dans Wanda's Café (1985)
- Monique Thierry dans Warlock  (1989)